# Słodkie koktajle Mołotowa
Słodkie koktajle Mołotowa to debiutancki album zespołu Radio Bagdad z Trójmiasta wydany w 2007 roku.

## Lista utworów
1. Epigon
2. Bedziem robić politykę
3. A ja nie!
4. Magister
5. Zaaferowani
6. Idę sam
7. Patrzymy wam na ręce
8. Uratujemy sens (nie tam)
9. Nienawiść w eter płynie
10. Słodkie koktajle Mołotowa
11. Czas naszych czasów
12. Wszystko

## Teledyski
1. Epigon
2. Londyn Dzwoni
3. A ja nie!
4. Czas naszych czasów
5. Słodkie koktajle mołotowa

## Skład
- Dzik – bas, głos
- Majones – perkusja i głos okazjonalny.
- Sielak – głos, gitara, teksty